# Calendulauda sabota
Calendulauda sabota е вид птица от семейство Чучулигови (Alaudidae).

## Разпространение
Видът е разпространен в Ангола, Ботсвана, Зимбабве, Мозамбик, Намибия, Свазиленд и Южна Африка.